# De Sprénger Echternach
De Sprénger Echternach – luksemburski klub szachowy z siedzibą w Echternach, 12-krotny mistrz kraju.

## Historia
W związku z faktem, iż próby założenia klubu szachowego w Echternach w latach 60. i 70. nie były skuteczne, Remy Rippinger w 1980 roku skontaktował się ze znanymi mu szachistami, aby omówić kwestię założenia nowego klubu. Spotkanie założycielskie odbyło się w hotelu Saint Hubert, a Rippinger został wybrany pierwszym prezesem. W sezonie 1981/1982 De Sprénger zainaugurował uczestnictwo w krajowych rozgrywkach. W 1996 roku klub awansował do Division Nationale. W 1999 roku klub zdobył wicemistrzostwo Luksemburga, a także zadebiutował w Pucharze Europy. W 2003 roku szachiści klubu ponownie uzyskali wicemistrzostwo, kończąc ponadto rozgrywki Pucharu Europy na 41. pozycji. W sezonie 2003/2004 zespół zajął trzecie miejsce w lidze. W 2005 roku klub zdobył swój pierwszy tytuł mistrza kraju. W skład drużyny wchodzili wówczas m.in. Ołeksandr Gołoszczapow, Petar Popović, Thomas Pähtz, Namiq Quliyev i Michael Wiedenkeller. W sezonie 2005/2006 De Sprénger obronił tytuł. W 2007 roku zespół zdobył wicemistrzostwo. Sezon 2008/2009 klub zakończył zdobyciem tytułu, podobnie sezony 2010/2011 i 2012/2013. W 2013 roku luksemburski zespół uzyskał 35. pozycję w Pucharze Europy, a w roku 2014 – 29. W kraju klub triumfował następnie w Division Nationale w sezonach 2014/2015, 2015/2016, 2017/2018 i 2018/2019. W 2019 roku De Sprénger uzyskał 33. miejsce w europejskich rozgrywkach, a w sezonie 2023 zajął 30. pozycję, zdobywając wówczas osiem punktów. W latach 2022–2024 klub trzy razy z rzędu wygrywał krajowe mistrzostwa.

## Arcymistrzowie w historii klubu
- Slim Belkhodja[11]
- Aleksander Bierełowicz[5]
- Igor Chenkin[11]
- / Alberto David[12]
- Daniel Dardha[13]
- Romain Édouard[12]
- Giennadij Ginsburg[14]
- Ołeksandr Gołoszczapow[4]
- Thorsten Michael Haub[15]
- Daniel Hausrath[16]
- Robert Hübner[11]
- Andrei Istrățescu[12]
- Thomas Pähtz[3]
- Petar Popović[4]
- Namiq Quliyev[5]
- Gerhard Schebler[16]
- Andrij Sumiec[17]